# ODESSA
|  | Per a altres significats, vegeu «Odessa (desambiguació)». |

ODESSA (de l'alemany Organisation der Ehemaligen SS-Angehörigen,: Organització d'Antics Membres de les SS) és una suposada xarxa de col·laboració secreta desenvolupada per un grup d'oficials de les SS. El propòsit d'ODESSA era establir i facilitar les vies d'escapament secretes, conegudes més tard com a ratlines, perquè els membres de les SS poguessin evitar les seva captura i enjudiciament per crims de guerra. La majoria dels que fugiren d'Alemanya i Àustria van trobar acollida a l'Amèrica del Sud i l'Orient Mitjà.
Els llibres dels ex refugiats jueus T.H. Tetens i Joseph Wechsberg (dos dels quals més tard tingueren relació amb la Comissió de Crims de Guerra) afirmen haver comprovat l'existència de l'organització i van proporcionar detalls de les seves operacions. Wechsberg, d'origen txec, la mare del qual havia mort a Auschwitz i que més tard va escriure sobre els nazis, va estudiar les memòries de Simon Wiesenthal sobre ODESSA i les correlacionà amb les seves pròpies experiències en el llibre The Murderers Among Us. No obstant això, l'historiador Guy Walters, el seu llibre Hunting Evil, afirmà que era incapaç de trobar cap mena de prova de l'existència de l'organització.

## Descripció
Aquesta organització secreta va ajudar a exlíders nazis refugiats, a l'Argentina, Brasil, Xile, Colòmbia i Paraguai majoritàriament, després de la Segona Guerra Mundial. La major part dels seus integrants residia a França, Espanya, neutral durant la II Guerra Mundial, i Itàlia. No es té constància de l'organització en l'actualitat. El més probable és que, donada l'edat dels supervivents, aquesta ja no existeixi.

### Cas Martin Bormann
Encara que durant anys es va dir que Martin Bormann havia mort creuant el riu Spree, a Berlín, durant la caiguda de la capital en la nit de l'1 de maig de 1945, la realitat és que no es va trobar un cos fins al 1972, quan un grup de treballadors va excavar a la zona per realitzar obres i es va trobar amb dos cadàvers.
Abans d'això, els agents de la CIA (ex OSS) i l'FBI es van cansar de rastrejar a Bormann, tant a la zona dels Andes a Bariloche, al costat argentí, i la comuna de La Unión pel costat xilè, com al trifini entre Brasil, Paraguai i l'Argentina. Això es va saber quan el 1999 l'FBI va desclassificar els expedients de Bormann -a qui van buscar a l'Argentina fins al 1971 -, i fins i tot a Adolf Hitler.
En el cas particular de Bormann, el periodista nord-americà Paul Manning assegura que aquest era el responsable dels immensos fons del NSDAP i que al costat de grans banquers alemanys va liderar l'operació de blanqueig de diners més gran de la història. Un altre periodista nord-americà anomenat Gerald Posner assegura haver-se topat amb un expedient de Bormann a la Policia Federal argentina. El periodista argentí Rogelio García Lupo va explicar en el seu llibre El Paraguay de Stroessner que el president paraguaià era conegut de Bormann, de manera que arran d'això es va especular sobre el possible exili del nazi al país sud-americà. Es creu que el seu cos va ser repatriat el 1970 i que va ser enterrat al lloc on es deia que havia mort. Quan en 1988 es van fer proves d'ADN sobre el crani, es va arribar a la conclusió que era el crani de Bormann, encara que estigués cobert amb una penetrant terra vermella. El perit de part de l'estat alemany va voler deixar constància en actes que creia que aquesta terra -que no existeix a Europa- era realment terra paraguaiana.

### Altres
Richard Glücks va morir al maig de 1945 en un hospital militar a Flensburg i Eduard Roschmann va morir en un hospital oncològic a Asunción l'agost del 1977.

## Història
Segons Simon Wiesenthal, ODESSA es va fundar el 1946 per ajudar a nazis pròfugs de la justícia internacional. Altres fonts, com ara les entrevistes realitzades pel canal de televisió alemany ZDF a ex-membres de les SS, suggereixen que ODESSA no era l'única organització secreta mundial que Wiesenthal descrivia. En lloc d'això, van existir diverses organitzacions, tant obertes com encobertes (inclosa la CIA, diversos governs llatinoamericans i una xarxa de clergues catòlics amb base a Itàlia), que van ajudar els ex-membres de les SS a fugir d'Alemanya.
La historiadora Gitta Sereny va escriure en el seu llibre Into That Darkness (1974), basat en entrevistes amb l'ex-comandant del camp d'extermini de Treblinka, Franz Stangl, que ODESSA mai va existir. Va escriure: «Els fiscals en l'autoritat central de Ludwigsburg per a la investigació de crims nazis, que sabien precisament com han estat finançades en la postguerra les vides de certs individus actualment a Sud-amèrica, han buscat entre milers de documents des del principi fins al final, però afirmen que són totalment incapaços d'autentificar l'existència d''Odessa'. No és que això importi: certament van existir diversos tipus d'organitzacions d'ajuda als nazis després de la guerra - hagués estat sorprenent que no n'hihagués ».
En les seves entrevistes amb Sereny, Stangl va negar qualsevol coneixement d'un grup anomenat ODESSA. Les biografies recents d'Adolf Eichmann, qui també va escapar a l'Argentina, i de Heinrich Himmler, el suposat fundador de ODESSA, no fan cap referència a aquesta organització.
Sereny atribueix el fet que els membres de les SS poguessin escapar no tant a les activitats d'una organització nazi clandestina com al caos de la postguerra i a la incapacitat de l'Església Catòlica, de la Creu Roja i dels militars nord-americans per verificar les asseveracions de les persones que acudien a ells per ajuda. Així, va identificar a l'oficial del Vaticà, l'arquebisbe Alois Hudal, com el principal agent que va ajudar els nazis a escapar d'Itàlia cap a Sud-amèrica.
Uki Goñi, en el seu llibre de 2002 The Real Odessa: smuggling the Nazis to Perón s Argentina (vegeu referències), suggereix que la història més complexa i menys conspiratòria de Sereny estava més a prop de la realitat. El llibre va donar lloc a una resolució de la Cambra de Representants dels Estats Units el 2003, la qual recomana a l'Argentina desclassificar la seva, fins aleshores, oculta documentació relativa a aquest tema.
De particular importància, en examinar les activitats de postguerra dels nazis d'alt rang, va ser el llibre de Paul Manning Martin Bormann: Nazi in Exile, el qual va detallar l'ascens al poder de Martin Bormann a través del NSDAP i com a secretari personal de Hitler. Durant la guerra, Manning va ser corresponsal de CBS, juntament amb Edward R. Murrow i Walter Cronkite a Londres, i els seus informes i subsegüents investigacions van presentar l'enginy de Bormann i la seva destresa en l'organització en planificar el vol des d'Europa a la capital controlada pels nazis durant els anys de la guerra; tot i la possibilitat de la mort de Bormann a Berlín l'1 de maig de 1945.
Segons Manning, «finalment, més de 10 000 ex-militars alemanys van aconseguir escapar a Sud-amèrica a través de rutes d'escapament creades per ODESSA i la Deutsche Hilfsverein ...» (pàg. 181). Mentre que per a Manning ODESSA en si mateixa va ser incidental, la contínua existència de l'organització de Bormann era un fet molt més gran i més amenaçant. Res d'això ha estat convincentment provat.

## Polítiques argentines relacionades amb els nazis
El 1938, en les vespres a la Segona Guerra Mundial, i amb les polítiques d'Adolf Hitler sobre els jueus en trànsit, el govern argentí va sancionar una llei secreta d'immigració que restringia l'accés a tot individu menyspreat o abandonat pel govern del seu país. Això implícitament apuntava als jueus i altres minories que fugien d'Alemanya en aquest moment. La llei va ser descoberta i denunciada per l'escriptor argentí Uki Goñi, que admet que el seu propi avi va participar en la seva ratificació. Tanmateix, Argentina va acceptar més immigrants jueus que qualsevol altre país llatinoamericà. Aquesta legislació, tot i que ja en desús per molts anys, va ser revocada el 8 de juny de 2005.
El 1946, el diplomàtic nord-americà Spruille Braden va acusar el govern de Perón de diverses polítiques pro-Eix i anti-nord-americanes a l'Argentina i als països veïns i abusos massius contra els drets humans. La Jewish Virtual Library escriu que encara que Juan Perón va simpatitzar amb els poders de l'eix, «Perón va expressar també simpatia pels drets dels jueus i va establir relacions diplomàtiques amb Israel en 1949. Des de llavors, més de 45 000 jueus van emigrar a Israel des de l'Argentina ».
Al desembre de 2002, el govern argentí a Buenos Aires va rebutjar les demandes Centre Simon Wiesenthal per a la publicació de 58 arxius referents a la fugida de nazis a l'Argentina; però, dos dels arxius es van obrir al juliol de 2003 i, des d'aleshores, el govern argentí ha cooperat amb les investigacions.
En revelar un dels arxius secrets, es va poder saber que durant el govern de Juan Domingo Perón, van entrar 5000 nazis a l'Argentina. En total 9000 Nazis van arribar a Sud-amèrica, a través de l'organització ODESSA. La major part d'ells es van instal·lar a l'Argentina, amb complicitat del govern de Juan Domingo Perón, qui va vendre un total de 10.000 passaports en blanc a ODESSA, l'organització muntada per protegir els integrants Nazis de la SS.

## ODESSA a la cultura popular
L'organització va ser utilitzada pel novel·lista Frederick Forsyth en la seva obra, basada en fets reals, The Odessa File, de 1972, el que li va donar una gran repercussió mediàtica. D'altra banda, el major investigador, perseguidor i encarregat d'informar sobre l'existència i missió d'aquesta organització va ser Simon Wiesenthal, un jueu austríac supervivent de l'Holocaust, que es va dedicar a localitzar ex-nazis per portar-los a judici.
A la novel·la d'Ira Levin del 1976 titulada Els nens del Brasil, el doctor Josef Mengele, metge del camp de concentració que realitza horribles experiments en víctimes dels camps durant la Segona Guerra Mundial, està involucrat amb ODESSA. Segons el jove, Mengele s'està activant la "Kameradenwerk" per a una tasca estranya: és l'enviament de sis nazis (antics oficials de les SS) per matar 94 homes, que comparteixen alguns trets comuns. En el llibre els termes "Kameradenwerk" i "ODESSA" s'utilitzen indistintament.
Es va esmentar en tres novel·les de Phoenix Force: Ultimate Terror (1984), The Twisted Cross (1986), and Terror In The Dark (1987). També es va esmentar, de vegades en termes vetllats, a la novel·la del 2006 de Philip Kerr titulada The One From the Other - un dels misteris Bernie Gunther de Kerr. També es va esmentar, de vegades en termes vetllats, a la novel·la del 2010 d'Eric Frattini titulada El Oro de Mefisto - una de les novel·les de suspens del cardenal de Frattini August Liénart.